# 태풍 타파 (2019년)
태풍 타파(TAPAH)는 2019년 9월 19일부터 9월 23일까지 활동했고 최저기압 970 hPa를 기록했던 2019년의 제17호 태풍이다. 타파는 말레이시아에서 제출한 이름으로 메기과의 민물고기이다.

## 개요
2019년 제17호 태풍 타파는 9월 19일 15시에 중심기압 994 hPa, 최대풍속 18 m/s, 강풍 반경 500 km, 크기 '대형'의 열대폭풍으로 일본 오키나와 남쪽 약 470 km 부근 해상에서 발생하였다.(일본 기상청 태풍정보 속보치 기준) 발생 이후 서북서~북북서진하며 천천히 발달해서 9월 21일 9시에 일본 오키나와 서쪽 약 220 km 부근 해상에서 중심기압 970 hPa, 최대풍속 33 m/s, 강풍 반경 650 km의 세력 '강', 크기 '대형'(일본 기상청 태풍정보 기준)의 태풍으로 최성기를 맞이하였다. 최성기 세력을 유지하며 일본 오키나와 부근 해상을 통과하고, 동중국해에 진출한 뒤 북위 29도에서 북동진으로 전향하였다. 전향한 뒤 북북동진하면서 9월 22일 6시에 대한민국 제주도 서귀포 남쪽 약 330 km 부근 해상에 위치하였고, 중심기압 970 hPa, 최대풍속 33 m/s, 강풍 반경 560 km의 세력 '강', 크기 '대형'의 태풍의 세력(일본 기상청 태풍정보 기준)을 가지고 있다. 대한민국 기상청에 따르면 제주 일부에는 시간당 30 mm의 강한 비가 내리는 곳이 있다고 하였다. 그리고 9월 22일 18시에 중심기압 975 hPa, 최대풍속 31 m/s, 강풍 반경 650 km(남동쪽 반경)의 세력 '중', 크기 '대형'의 강한 열대 폭풍(세력은 일본 기상청 태풍정보 기준)으로 대한민국 제주도 서귀포 동쪽 약 150 km 부근 해상에서 제주도에 최근접했고, 9월 22일 22시에 중심기압 980 hPa, 최대풍속 31 m/s, 강풍 반경 650 km(남동쪽 반경)의 세력 '중', 크기 '대형'의 강한 열대 폭풍(세력은 일본 기상청 태풍정보 기준)으로 대한민국 부산광역시 남동쪽 약 95 km 부근 해상(대한해협)에서 부산광역시에 최근접하였다. 대한해협을 통과한 이후 동해상에서 빠른 속도로 북동진하며 온대저기압화가 진행되었고, 9월 23일 9시에 대한민국 경상북도 울릉군 독도 동북동쪽 약 270 km 부근 해상에서 중심기압 992 hPa의 온대저기압으로 변질되었다.

## 영향
태풍 타파로 인해 2019년 9월 22일 대한민국 경상남도 거제시의 일강수량이 262.5 mm를 기록하였고, 2019년 9월 22일 18시 28분에 대한민국 전라남도 여수시에서 순간최대풍속 42.2 m/s를 기록하였다. 그리고 태풍 타파는 한국 기상청과 일본 기상청 기준으론 강한 태풍급에 속하는데, 미국 기준으론 1등급 태풍에 속한다. 타파는 한반도에 상륙하지 않았지만 대형의 크기라서 한반도는 타파의 간접적인 영향을 받았다.

## 같이 보기
- 2019년 태풍